# Demokratisk centralism
Demokratisk centralism är ett organisationsbegrepp. Principen innebär att partiet eller sammanslutningen gemensamt fattar ett beslut, demokratiskt, oftast genom omröstning. När beslutet väl är fastställt är alla medlemmar skyldiga att finna sig i beslutet och fullfölja det, även om de själva personligen hade röstat emot. Principen brukar sammanfattas som "frihet i diskussion - enhet i handling".
Demokratisk centralism innebär också att alla funktionärer väljs nerifrån och upp och att alla valda kan avsättas med omedelbar verkan om organisationens lägre organ så kräver.

Det högsta organet är kongressen som består av delegater från de olika lokalavdelningarna.
Lenin argumenterade för demokratisk centralism i sin skrift Vad bör göras? och menade att det var en nödvändig metod för att organisera dugliga kommunistiska kamporganisationer.